# Xã Stockbridge, Michigan
Xã Stockbridge (tiếng Anh: Stockbridge Township) là một xã thuộc quận Ingham, tiểu bang Michigan, Hoa Kỳ. Năm 2010, dân số của xã này là 3.896 người.